# Chrysosoma callosum
Chrysosoma callosum är en tvåvingeart som beskrevs av Octave Parent 1929. Chrysosoma callosum ingår i släktet Chrysosoma och familjen styltflugor. Inga underarter finns listade i Catalogue of Life.